# Максимій I Александрійський
Максим (Максимій) Александрійський — 15-й Папа та Патріарх Александрійський. Згадується у коптському синаксаріоні на 14-й день Барамуди (22 квітня), а римському — 27 грудня. Керував Александрійським патріархатом з 265 по 282 роки.